# 베렌스타인 베어스
베렌스타인 베어스(영어: Berenstain Bears)는 스탠과 잰 베렌스타인의 아동 도서이다. 이 시리즈의 첫작(the big honey hunt)은 1962년에 만들어졌으며, 지금은 300권 이상의 책이 있다.
한국에서는 EBS를 통해 방영하였다.